# Sukkamieli
Sukkamieli är ett kvinnligt väsen inom finsk mytologi. Hon var möjligen en kärleksgudinna eller en älvliknande varelse.
Enligt Kristian Erik Lencqvist anropades Sukkamieli av den älskande att tända kärlekens låga i det älskade föremålets hjärta, men enligt Christfrid Ganander troddes hon stifta oenighet emellan äkta makar. Ganander grundar antagligen sin uppgift på uttrycket "kävellä mustin sukinn" ("gå med svarta strumpor", dvs. vara svartsjuk), men vilket sammanhang Sukkamieli äger med detta uttryck är svårt att säga.
Ordet sukkamieli betecknar bokstavligen den som älskar strumpor, men strumpan är ett lent och mjukt ting, och man benämnde kärlekens gudinna Sukkamieli eftersom hon vårdade sig om den vekaste och ömmaste bland hjärtats känslor. Att Sukkamieli verkligen var kärlekens gudinna visas av ett av både Lencqvist och Ganander anfört kväde där det säges:
Sukkamieli mielen käändäjä,
Mesilläs tuon mieli haudo.
Haudo mieli mielettömän,
Armahani armottoman.
I översättning:
Du som sinnet plägar ändra
Sukkamieli värm med honing
Sinnet för den kärlekslösa
Som min huldhet ej besvarar
I de runosamlingar som under 1800-talet trädde i dagen finns Sukkamieli aldrig omnämnd och även för traditionen var hon vid denna tid alldeles okänd.